# Sphaerocarpales
Sphaerocarpales, red od 40 vrsta jetrenjarnica, podijeljen na tri porodice. Ime je došlo po rodu Sphaerocarpos.

## Porodice
1. Monocarpaceae D.J. Carr ex Schelpe
2. Riellaceae Engl.
3. Sphaerocarpaceae Heeg